# Мартон Сивош
Иштван Мартон Сивош (мађ. Szivós István Márton; Будимпешта, 29. август 1981) је мађарски ватерполиста. Тренутно наступа за ВК Хонвед.